# Păușești-Măglași
Păușești-Măglași est une commune du județ de Vâlcea en Roumanie.